# 米塔馬因烏帕齊拉
米塔馬因乌帕齐拉是孟加拉国吉紹爾甘傑縣的一个乌帕齐拉，位於達卡专区的吉紹爾甘傑縣。。这个乌帕齐拉是孟加拉国总统阿卜杜勒·哈米德的出生地。

## 人口
據1991年孟加拉國人口普查，米塔馬因共有戶數17,183戶，人口108204人。其中男性佔比51.79%，女性佔比48.21%；成年人口49,034人。該地7歲以上人口之平均識字率為15.6%，低於全國平均值（32.4%）。